# Tratado de Alcaraz (Argentina)
El Tratado de Alcaraz fue un acuerdo firmado el 15 de agosto de 1846 en una casa cerca de la capilla de Alcaraz, ubicada a unas 3 leguas de la desembocadura del arroyo Alcaraz en el arroyo Feliciano, departamento La Paz, provincia de Entre Ríos en República Argentina. 
El tratado fue firmado por el gobernador de Entre Ríos, Justo José de Urquiza, y por el gobernador de Corrientes Joaquín Madariaga, luego de la batalla de Laguna Limpia.

## Antecedentes
El Partido Unitario y el gobernador Madariaga crearon un ejército para romper la dominación ejercida en la Confederación Argentina por el gobernador de Buenos Aires Juan Manuel de Rosas. Fue organizado por el mismo Madariaga y comandado por un tiempo por el general José María Paz. 
Tras invadir Entre Ríos, el ejército correntino se replegó a su provincia y en enero de 1846 Urquiza inició el avance sobre Corrientes en donde el general Paz replegó el ejército y la población civil hacia el norte, eludiendo presentar batalla. Desoyendo la orden de Paz de no presentar batalla, el hermano del gobernador correntino, Juan Madariaga, fue alcanzado por Urquiza y derrotado en la batalla de Laguna Limpia, quedando entre los prisioneros. Urquiza siguió avanzando y posteriormente se retiró a su provincia llevando consigo como prisionero a Juan Madariaga, a quien logró convencer de sus intenciones pacíficas para con Corrientes, por lo que el general prisionero escribió a su hermano una carta contándole de la buena predisposición de Urquiza. 
Los Madariaga estaban dispuestos a iniciar conversaciones con Urquiza, pero Paz se negó, no sólo desconfiaba de Urquiza, sino que el acuerdo propuesto hubiera detenido la guerra contra Rosas. Por otro lado, el tratado propuesto dejaba de lado la autoridad militar y diplomática del propio Paz. Tras el intento de deponer a Joaquín Madariaga, Paz abandonó el ejército y se exilió en el Paraguay.
Como el gobernador correntino aceptó iniciar tratativas, Urquiza le escribió un largo informe y liberó a su hermano, enviándolo con sus propuestas. El entrerriano pidió autorización a Rosas para firmar un tratado de paz con Corrientes.

## El tratado
Urquiza y Madariaga se encontraron en Alcaraz, cerca de La Paz, y el 15 de agosto firmaron el Tratado de Alcaraz. Por el mismo se arreglaba la paz, Corrientes se reintegraba a la Confederación Argentina devolviendo el encargo de las relaciones exteriores a Rosas y confirmaba su adhesión al Pacto Federal de 1831. Pero el tratado tenía una parte secreta, impuesta por Madariaga y aceptada por Urquiza como un mal menor, por la cual Corrientes no estaba obligada a participar en la guerra contra el gobierno de Montevideo ni contra Francia y el Reino Unido y se preveía la pronta convocatoria a un congreso constituyente.

### Tratado público
Convencidos los Gobiernos de Entre Rios y Corrientes de la necesidad de establecer la paz, que desgraciadamente se hallaba alterada entre las provincias de la Confederación Argentina y la de Corrientes y que un arreglo equitativo fraternal es lo que puede poner término a los males que han ocasionado las funestas consecuencias de ese desacuerdo, han comisionado por parte del excelentisimo Gobierno de la Provincia de Entre Rios al coronel don Jose Miguel Galán, y por la del excelentisimo de Corrientes al secretario general don Gregorio Valdes: quienes después de haber canjeado sus respectivos poderes, y hallandólos en debida forma, han convenido lo siguiente:

Articulo 1°: Quedará establecida la paz, amistad y buena inteligencia, no solamente entre ambas provincias sino también respecto a todas las demás que componen la Confederación Argentina.

Artículo 2°: Habrá un olvido absoluto de todos los acontecimientos políticos que hayan tenido lugar durante disidencia de la provincia de Corrientes, sobre cuyos acontecimientos no se hará cargo ni a los Gobiernos ni a ningún funcionario público por los actos de su administración.

Articulo 3°: El Gobierno de la provincia de Corrientes ofrece continuar observando el tratado de 4 de enero del año de 1831.

Articulo 4°: Ofrece igualmente autorizar al excelentísimo señor gobernador y capitán general de la provincia de Buenos Aires, para la dirección de las relaciones exteriores.

Artículo 5°: El presente tratado será ratificado por los respectivos Gobiernos de la provincia de Corrientes y Entre Ríos, dentro del término de sesenta días contados desde esta fecha.

Y en fe de que han acordado, firman el presente, sellándolo con sus respectivos sellos, en el distrito de Alcaraz, a los 15 días del mes de Agosto del ano del Señor de 1846. José Miguel Galán - Gregorio Valdes

### Tratado secreto
Los comisionados de los excelentísimos Gobiernos de Entre Ríos y Corrientes, deseado allanar todo obstáculo que pueda obstar a la consolidación y cumplimiento del tratado publico celebrado en esta fecha, han convenido y acordado los siguientes articulos secretos:

Articulo 1: La provincia de Corrientes ofrece continuar observando el tratado de 4 de enero de 1831, con las modificaciones siguientes:

1.- Que las obligaciones que impone el articulo 2 no se las exigiran en la presente guerra con el Estado Oriental del Uruguay, ni en las diferencias actuales con los Gobiernos de Inglaterra y Francia:

2.- Que la exigencia del artículo 7 tendrá lugar con los que cometieren crímenes después de la ratificación del presente tratado;

3.- Que el tratado de amistad y comercio acordado entre los Gobiernos del Paraguay y Corrientes, así como las relaciones de esta clase que tiene establecidas con los Estados vecinos, continuarán en el estado que hoy se hallan, hasta que llegue el caso de los artículos 15 y 16 del referido tratado, o que los altos intereses de la Confederación Argentina exijan otros arreglos al respecto.

2.- El presente tratado secreto será considerado como adicional y complemento del público celebrado en esta fecha, el que será igualmente ratificado dentro del termino señalado en aquel; a cuyo efecto firman el presente, sellandolo con sus respectivos sellos, en el distrito de Alcaraz, a los 15 días del mes de agosto del año del Señor de 1846. Jose Miguel Galan - Gregorio Valdes

## Rechazo del tratado
Urquiza envió el tratado a Rosas, en manos del coronel José Miguel Galán, pero Rosas lo pensó durante dos meses, y luego lo rechazó: si Corrientes podía apartarse de una guerra nacional, entonces realmente no se incorporaba a la Confederación. Urquiza intentó entonces convencer a los Madariaga de hacer algunos gestos a favor de Rosas, como la implantación de los símbolos federales – especialmente el "cintillo punzó" –pero Madariaga se negó por completo. Por el contrario, el gobernador correntino propuso un tratado entre su provincia y Entre Ríos contra Rosas. Urquiza reconoció al nuevo gobierno de Montevideo, lo cual fue por Rosas
A principios de noviembre, Galán llegó a Entre Ríos con la respuesta: aprobaba el tratado de Alcaraz, pero no su parte secreta, y reprobaba enérgicamente el reconocimiento del gobierno montevideano. Además exigía el regreso de los exiliados federales a Corrientes, y la indemnización de sus propiedades confiscadas. El 10 de marzo de 1847, tras varios meses de negociaciones, Madariaga cerró las negociaciones.
Urquiza pidió instrucciones a Rosas, y éste ordenó reiniciar la guerra contra Madariaga, por lo que inició su avance sobre Corrientes, desde el campamento del Calá, el 4 de noviembre, al frente de 7000 hombres, logrando la victoria en la batalla de Vences o del Potrero de Vences, el 26 de noviembre de 1847 tras la cual Madariaga fue derrocado y Corrientes se reintegró a la Confederación Argentina acaudillada por Rosas.

## Miscelánea
En el Museo Regional Alicia González Castrillón de la ciudad de La Paz, se exponen restos de mampostería de la casa donde se firmó el Tratado de Alcaraz.